# Nomad (film, 2005)
Pour plus de détails, voir Fiche technique et Distribution.
Nomad (Кочевник, Köshpendiler) est un film historique de Sergueï Bodrov, Ivan Passer et Talgat Temenov sorti le 17 juillet 2005 au Kazakhstan.

## Synopsis
L'action se situe au XVIIIe siècle au Kazakhstan, pendant la lutte des Kazakhs contre les invasions mongoles.
Le peuple est divisé en plusieurs tribus de nomades qui parcourent les immenses étendues de leur pays. Mais la paix est fragile, et un ennemi commun menace d'annihiler ces tribus. Une ancienne prophétie annonçant la naissance d'un enfant, Mansur, descendant du puissant Gengis Khan, semble en mesure d'unir les clans. Lorsque l'ennemi entend parler de cet enfant, il se met en quête de celui-ci afin de l'éliminer. Seule l'intervention d'Oraz, puissant guerrier kazakh, offrira une porte de secours à Mansur. Le guerrier prend alors l'enfant, synonyme d'espoir pour son peuple, sous sa protection et l'emmène aux côtés d'enfants issus de chaque clan des plaines du Kazakhstan.

## Fiche technique
- Titre : Nomad
- Titre original : Кочевник (Köshpendiler)
- Réalisateur : Sergueï Bodrov, Ivan Passer et Talgat Temenov
- Scénario : Roustam Ibraguimbekov
- Musique : Carlo Siliotto
- Photographie : Dan Laustsen et Ueli Steiger (en)
- Montage : Ivan Lebedev et Rick Shaine
- Production : Ram Bergman, Pavel Douvidzon et Rustam Ibragimbekov
- Société de production : Ibrus, Kazakhfilm Studios, True Story Production et Wild Bunch
- Société de distribution : Rézo Films (France) et The Weinstein Company (États-Unis)
- Pays :  Kazakhstan,  France et  États-Unis
- Genre : drame, historique et guerre
- Durée : 112 minutes
- Dates de sortie : 
  - Kazakhstan : 17 juillet 2005
  - France : 30 mai 2005 (vidéo)

## Distribution
- Kuno Becker : Mansur
- Jay Hernández : Erali
- Jason Scott Lee : Oraz
- Doskhan Zholzhaksynov : Galdan Ceren
- Mark Dacascos : Sharish
- Ayana Yesmagambetova : Gaukhar
- Erik Zholzhaksynov : Barak
- Dilnaz Akhmadieva : Hocha
- Aziz Beyshenaliev : Ragbat